# Белоус, Антон Антонович
Антон Антонович Белоус (1905—1994) — советский учёный в области авиационных конструкций, доктор технических наук, профессор, заслуженный деятель науки и техники РСФСР.

## Биография
Родился в селе Тарасовичи (в советское время — Высшедубечанский район Киевской области).
Окончил рабфак при Киевском сельскохозяйственном институте (1925—1928) и Днепропетровский институт инженеров транспорта (ДИИТ) (1932), с 1932 по 1935 год работал там же ассистентом кафедры строительной механики. В 1935 г. защитил кандидатскую диссертацию
С 1935 года в ЦАГИ: старший инженер, заместитель начальника отдела, начальник отдела, начальник сектора, заместитель начальника лаборатории прочности, председатель учёного совета.
По совместительству занимался преподавательской и научной деятельностью в вузах:
- 1936—1945 ассистент и преподаватель кафедры строительной механики и сопротивления материалов Московского института инженеров коммунального строительства,
- 1945—1955 доцент кафедры сопротивления материалов Московского автомеханического института (МАМИ),
- 1956—1981 сначала доцент, а затем профессор кафедры 106 (603) МАИ.

В 1938 году утверждён в звании доцента, с 1943 г. старший научный сотрудник. В 1964 году защитил докторскую диссертацию, доктор технических наук (1965), профессор (1967).
Область научных интересов — статическая и тепловая прочность авиационных конструкций.
Предложил метод деформаций для анализа устойчивости сложных стержневых систем и динамики сооружений, который получил развитие в работах других авторов и применяется в расчетной практике.

## Награды и звания
- Заслуженный деятель науки и техники РСФСР (1982)